# 29972 Chriswan
A 29972 Chriswan (ideiglenes jelöléssel (29972) 1999 KO11) a Naprendszer kisbolygóövében található aszteroida. A LINEAR projekt keretében fedezték fel 1999. május 18-án.